# Carlo Porta
Carlo Porta (Milano, 15 giugno 1775 – Milano, 5 gennaio 1821) è stato un poeta italiano, nato a Milano sotto la dominazione austriaca.
È considerato il maggior poeta in milanese.
(Dante Isella, Carlo Porta, in Storia della Letteratura Italiana, a cura di E. Cecchi e N. Sapegno, vol. VII, L'Ottocento, Garzanti, Milano 1969, pag.466)

## Biografia

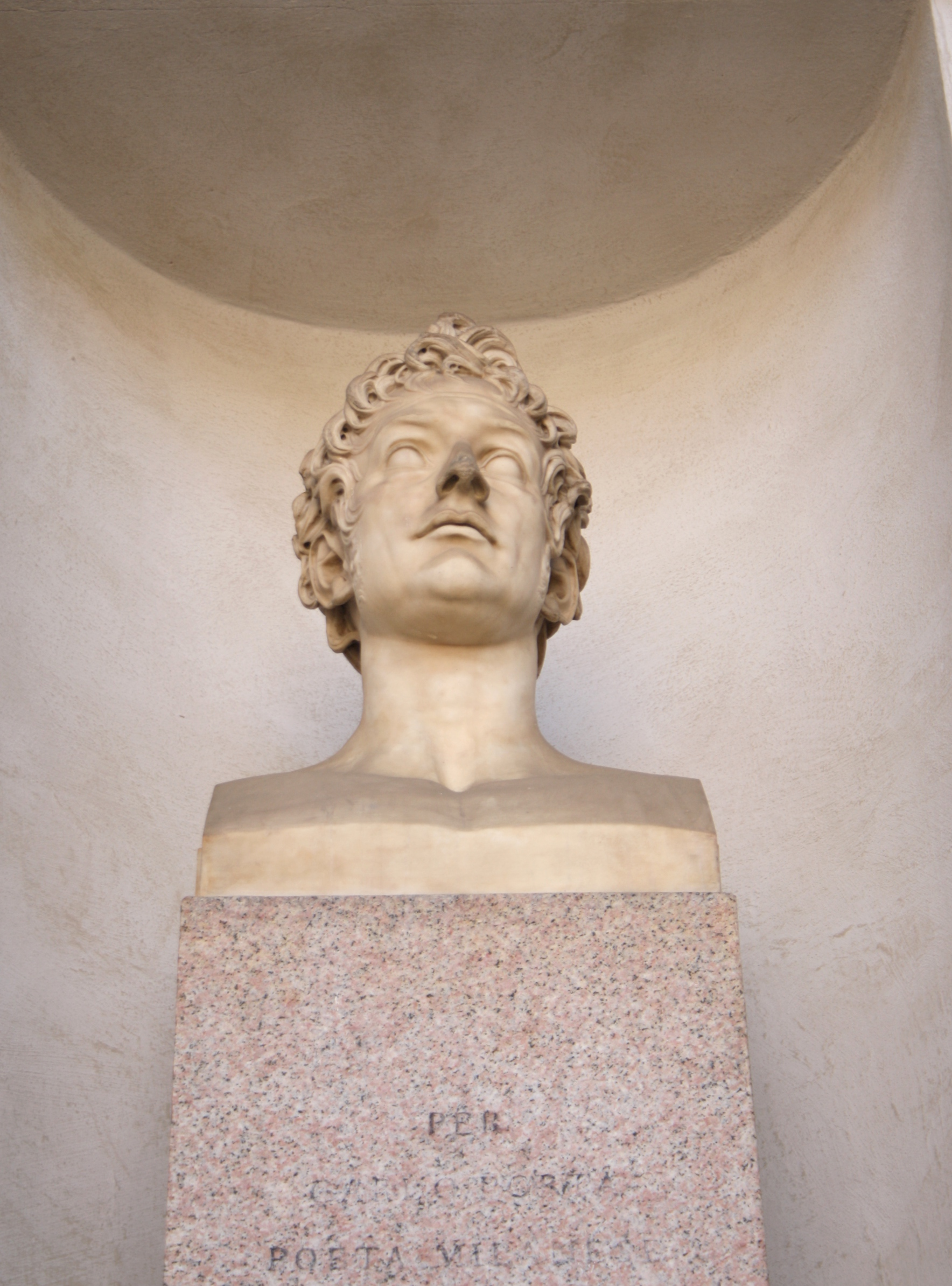
Busto di Carlo Porta, a Brera.

Carlo Porta, figlio di Giuseppe e Violante Gottieri, nacque a Milano nel 1775, ultimo di tre fratelli. Studiò dai Barnabiti a Monza e nel loro Collegio estivo di Muggiò (edificio in parte scomparso nel 1890 per lasciare posto alla Parrocchiale dei SS. Pietro e Paolo) fino al 1792 e successivamente al Seminario di Milano: l'ambiente religioso gli garantì una buona formazione culturale, ma instillò in lui i germi di un anticlericalismo viscerale e destinato a caratterizzare molte delle sue opere.
Il padre Giuseppe (1728 - 17 febbraio 1822) era cassiere generale della tesoreria; dalla moglie Violante Gottieri (1744 - 26 dicembre 1785) ebbe otto figli: Anna Gaetana Agnese (20 giugno 1767 - 4 luglio 1767), Anna Maria Teresa Rosa (24 gennaio 1769), Anna Maria Teresa Marcella (4 gennaio 1773), Maria Teresa Caterina (1778), Anna Maria Teresa (1782).
Sopravvissero all'infanzia solamente i tre figli maschi: Carlo, Baldassare (Milano 27 aprile 1766 - Monza 1833), che sposerà il 10 marzo 1791 Maria Giacomina Londonio, e Gaspare (Milano 5 aprile 1770 - 23 febbraio 1840), commerciante, vicepresidente della Camera di Commercio, giudice del Tribunale Mercantile e di Cambio.
Nel 1796,  l'arrivo dei Francesi nella Campagna d'Italia (1796-1797),  fece perdere il posto al padre, convinto sostenitore del regime asburgico, e per Carlo venne trovato un lavoro a Venezia, dove restò fino al 1799 insieme ad un fratello.
Il padre non gli consentì di concludere gli studi, avviandolo forzatamente a una carriera nella pubblica amministrazione: nel 1804 venne assunto all'Ufficio del debito pubblico — dall'anno successivo noto come Monte Napoleone — per il quale lavorò tutta la vita.   
Nel frattempo si dedicò all'attività teatrale e poetica: recitando a partire dal 1799 come attore dilettante al Teatro Patriottico di Milano, di orientamento progressista.
Stendhal lo conobbe insieme agli altri letterati milanesi del tempo e, in Roma, Napoli e Firenze, loda infinitamente le sue poesie e cita i suoi versi, rammaricandosi che nessuno li capisca a dieci miglia da Milano.
Nonostante il suo lavoro fu amico dei maggiori intellettuali del tempo, tra i quali Foscolo, Manzoni, Tommaso Grossi, Berchet, Visconti. La sua vita coincise con gli anni più densi della storia italiana: le campagne napoleoniche, la Repubblica Cisalpina, il Regno Italico, la restaurazione austriaca, la polemica classico-romantica.

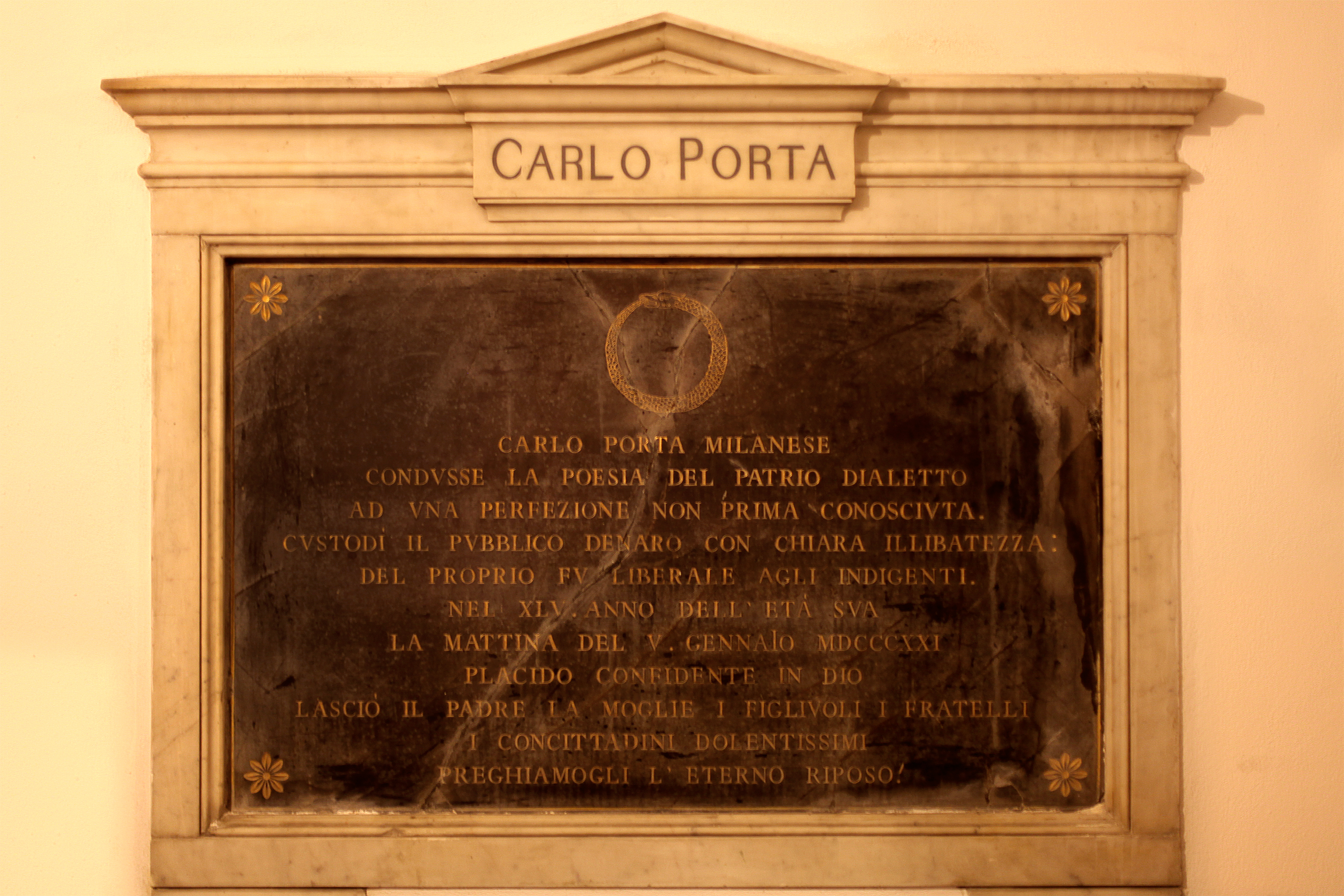
La lapide funeraria di Carlo Porta, nella cripta di San Gregorio Magno a Milano

Il 29 agosto 1806 sposa Vincenza Prevosti (1778 - 24 maggio 1860), figlia di un gioielliere milanese con bottega in via degli Orefici.  Vincenza è già vedova, dopo un breve matrimonio con Raffaele Arauco,  Ministro delle Finanze della Repubblica Cisalpina. Dal matrimonio nasceranno due figlie e due figli: Anna Alessandrina "Annetta" (5 dicembre 1811-1842), Maria "Carolina" Violante (21 novembre 1816 - 1859; andrà sposa al ragioniere milanese Giuseppe Biraghi), Giovanni Battista (22 luglio 1809, morto a pochi mesi) e Giuseppe (28 agosto 1807), che sarà avvocato, banchiere e pittore di buona vena.
Nel 1817 venne accusato di avere scritto la Prineide, una satira feroce relativa al linciaggio del politico Giuseppe Prina avvenuto nel 1814.   In realtà il principale autore dell'opera pare fosse Tommaso Grossi, con il contributo — non è chiaro quanto ampio — dell'amico Porta.  I due vengono interrogati e minacciati dalla polizia austriaca.  A seguito di questo episodio, Porta interruppe l'attività poetica per qualche mese.
La sua formazione fu essenzialmente illuministica e di ispirazione civile, pariniana; egli indirizzò la sua satira contro la società contemporanea, soprattutto contro la nobiltà boriosa, retriva e ipocrita, attaccata ai suoi privilegi e incurante (o profittatrice) dei mutamenti epocali in atto; ma nella sua poesia spiccano anche alcuni monologhi messi in bocca a personaggi del popolo, in cui viene data voce ai ceti più bassi. 
Carlo Porta fu vicino al gruppo dei romantici e li sostenne nella loro polemica con varie poesie. Il rifiuto del classicismo era in lui strettamente legato al rifiuto del vecchio mondo aristocratico e clericale. Nel classicismo e nella sua poesia aulica vedeva lo spirito retrivo dell'Ancien Regime; nel romanticismo, invece, individuava il rinnovamento culturale e civile nazionale, una letteratura nuova più aderente alla verità.
A soli quarantacinque anni e nel pieno della fama, morì a Milano il 5 gennaio 1821 per un attacco di gotta. 
Fu sepolto a San Gregorio fuori Porta Orientale (attuale Porta Venezia), ma la sua tomba andò dispersa.  Nella Cripta della Chiesa di San Gregorio Magno in Milano  è custodita la lapide funebre, insieme a quella di altri personaggi illustri,  che era posta sul muro di cinta del cimitero di San Gregorio al Lazzaretto.
Nel 1815 scrisse di persona un testamento letterario indirizzato al figlio Giuseppe raccogliendo per lui in un quaderno tutte le sue poesie, comprese alcune inedite. Il confessore di famiglia, il giansenista Luigi Tosi, venne incaricato da Tommaso Grossi di stabilire se fosse o meno opportuno consegnare al giovane il quaderno, a causa del contenuto giudicato controverso di molte opere di Porta: purtroppo, Tosi non solo impedì al ragazzo di leggere il quaderno, ma cancellò anche quasi la metà delle poesie che vi erano contenute.

## L'opera

### Opere giovanili
La sua prima opera nota è l'almanacco El lavapiatt del meneghin che l'è mort, risalente al 1792, ma solo una delle due parti di cui era composta si è conservata. Nonostante la prima stampa ufficiale dei suoi lavori sia datata 1817, all'interno della Collezione delle migliori opere scritte in dialetto milanese di Francesco Cherubini, i suoi versi godevano di ampia popolarità a Milano almeno dal 1804-05, quando lavorò a una traduzione in milanese della Divina Commedia. Celeberrima è la sua versione dell'enigmatico verso "Pape Satàn, pape Satàn aleppe",  vòlto in un verso di una filastrocca per bambini: "Àra, bèl'Àra, discesa Cournàra".
Nel 1810, seppure in forma anonima, esce il Brindes de Meneghin all'Oustària scritto per il matrimonio di Napoleone con Maria Luisa d'Asburgo-Lorena.  Nel Brindes il Porta si augura soprattutto un buon governo per Milano e la Lombardia.   La grande stagione della poesia portiana comincia però nel 1812 con Deszgrasi de Giouvanìn Boungée.   Da questo momento e fino alla morte la produzione fu costante e di altissima qualità.

### La vena anticlericale
In componimenti come Fraa Zenever (1813),  On Miracol (1813),   Frà Diodàt (1814),  troviamo trascrizioni in tono di caricatura popolaresca di leggende della devozione medievale, con evidenti ascendenze illuministiche e volteriane nell'atteggiamento morale e sociale del poeta.  Tali ascendenze sono pure evidenti nelle poesie satiriche che hanno come bersaglio l'aristocrazia reazionaria ed il basso clero ignorante, bigotto e parassita (si ricordano La preghiera, sàtira della bòria aristocratica mascherata da pio zelo religioso, e La nomina del Cappellan, quadro spietato della vita dell'aristocrazia nera e del clero più povero e affamato).
È interessante notare che molte delle satire anticlericali più feroci venivano accolte molto favorevolmente da una buona fetta di ecclesiastici, a loro volta critici contro i costumi di una parte della Chiesa dell'epoca.  Negli anni di attività di Porta, in Lombardia avevano una discreta diffusione le idee del Giansenismo, dal quale era stato influenzato ad esempio Alessandro Manzoni. Nelle opere di Manzoni comunque traspare una buona opinione dell'autore verso il clero regolare, che invece è tra i bersagli preferiti di Porta.

### Le figure popolari
Le già citate Desgrazzi de Giovannin Bongee escono nel 1812 e vengono apprezzate fin da subito, seguite due anni dopo dalle Olter desgrazzi de Giovannin Bongee.  Il protagonista è un giovane garzone di bottega, vittima di una serie di disavventure col potere.  Porta sceglie di farle raccontare da Giovannin a un anonimo ascoltatore, quasi come un monologo teatrale.  Seguono Él lamént del Marchiòn d'ì gàmb avèrt (1816) e quello che molti critici considerano il suo capolavoro, La Ninetta del Verzee (1814), la struggente confessione di una prostituta.

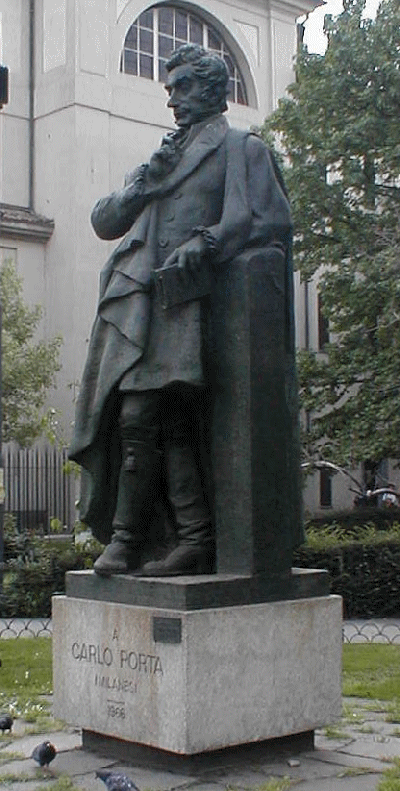
Statua di Carlo Porta, al Verziere di Milano (Ivo Soli, bronzo, 1966)

Pur scrivendo negli anni di maggior fortuna del Romanticismo e dichiarandosi romantico, Porta si distacca dall'idea di popolo propria di questa corrente artistica.   I popolani di Porta non sono idealizzati né in senso sociale né in senso patriottico: non si trovano tracce né di una visione positiva a priori dei ceti più bassi, né di una loro glorificazione in nome del nascente nazionalismo italiano.
Lo scarso patriottismo di Porta, che amava fortemente la sua città Milano, ma ben poco l'idea di una nazione italiana, tra l'altro, è stato citato tra le cause della sua scarsa fortuna di pubblico e critica durante e dopo il Risorgimento.

### La satira politica
Al filone politico appartengono soprattutto i sonetti,  come Paracàr che scapé dé la Loumbardìa (1814),  E daj con sto chez-nous, ma sanguanon (1811),  Marcanagg i politegh secca ball (1815), Quand vedessev on pubblegh funzionari (1812).
Fra le poesie che non appartengono a uno dei tre filoni sopraddetti ricordiamo soprattutto i sonetti in difesa della scelta del milanese o in difesa di Milano.  Celeberrimi I paroll d'on lenguagg, car sur Gorell (1812) in difesa dei dialetti (o, meglio, delle lingue locali) e Él sarà véra foùrs quèl ch'él dìsz lü (1817) in difesa di Milano.
Fra le poesie più propriamente umoristiche ricordiamo Dormiven dò tosann tutt dò attaccaa (1810) e la brevissima Epitaffi per on can d'ona sciora marchésza (1810).
La restaurazione austriaca del 1815 deluse profondamente il Porta che aveva sperato in un'indipendenza della Lombardia dal dominio straniero.
Certamente però non rimpianse l'occupazione francese, come è chiaramente espresso in molti sonetti e nella chiusa di Paracar che scappée de Lombardia:

Nella poesia degli ultimi anni si accentuano i caratteri antinobiliari contro la classe che inaspettatamente era tornata a dominare.  Testimoni di questa fase "alla Parini" sono La nomina del Cappellan (1819), una rielaborazione ancora più comico-satirica dell'episodio della "vergine cuccia" di pariniana memoria in cui stavolta il pretino arrivista si munisce di fette di salame per accattivarsi la cagnetta, Offerta a Dio (1820) e Meneghìn biróeu d'ì èx mònegh (1820).
Nel 1816 il Porta aveva aderito al neonato movimento romantico (Sounetìn coùl couvoùn), ovviamente a modo suo.
Importante critico ed esperto di Carlo Porta è stato il professore Dante Isella. Biografo scrupoloso e storico attento è stato il professore Guido Bezzola.

## Citazioni e omaggi
- In sua memoria l'amico Tommaso Grossi compose in milanese la poesia In morte di Carlo Porta.
- Il fumettista Silver lo cita all'interno di una storia del fumetto Cattivik:"NON APRITE QUELLE PORTE!" ove il poeta compare sotto forma di un busto a lui dedicato.
- Delio Tessa lo cìta nelle sue poesie: "Primavera", "A Carlo Porta".
- La cantautrice Elide Suligoj ha realizzato nel 1978 un album intitolato Il mio Porta, in cui mette in musica alcune poesie del poeta.
- Alessandro Manzoni dedicò al Porta i soli quattro versi in milanese della sua produzione poetica:

- Henri Beyle, detto Stendhal, che era amico di Carlo Porta, lo soprannominò le charmant Carline, l'affascinante Carlino (in lombardo, Carlìn).

## Opere
- I desgrazzi de Giovannin Bongee (1812)
- La ninetta del Verzee (1814)
- Lament del Marchionn di gamb avert (1816)
- Le poesie, Milano, Feltrinelli, 1964, a cura di Carla Guarisco (con trad. italiana a fronte)